# مؤیدالدین بن العلقمی
مؤید الدین ابو طالب محمد بن احمد العلقمی (۵۹۳هـ- ۶۵۶ هـ/ ۱۱۹۷–۱۲۵۸ م) معروف به «مؤید الدین بن العلقمی» عالم و وزیر شیعه المستعصم بالله تا پایان دوران خلافت عباسی و سقوط بغداد ۱۲۵۸ توسط مغولان بود. هلاکو پس از تصرف بغداد، العلقمی شیعه و ایرانی را با سمت وزارت، حاکم بغداد کرد. در مورد او روایات متناقض وجود دارد. بسیاری از مورخان عرب مثل ابن کثیر و ابن تغری می‌گویند این وزیر شیعه مذهب با هلاکو خان برای سقوط خلیفه سنی مذهب همکاری کرد برای همین هم پس از سقوط خلافت عباسی به حکومت بغداد منصوب شد. برخی مانند رشید الدین همدانی می‌گویند خلیفه به نصایح او گوش نکرد و برای همین سرنگون شد.

## روایت خیانت او
۱- تضعیف ارتش و ناراضی کردن مردم
ابن کثیر در این مورد می‌نویسد:ابن العلقمی کوشش تمام بکار برد تا ارتش را خالی کند و اسم ارتشیان را از دیوان ارتش پاک نموده و آن‌ها را اخراج می‌نمود، تعداد ارتشیان در ایام المستنصر حدود صد هزار جنگجو بود که پیوسته آن‌ها را کم نموده تا این‌که بیشتر از ده هزار نفر را باقی نگذاشت.
۲-مکاتبه سری با مغول‌ها
ابن کثیر در این مورد می‌نویسد: سپس با تاتار مراسله نموده و آن‌ها را برای حمله به کشور تشویق می‌نموده و نقاط ضعف کشور را برایشان روشن می‌نمود.
۳-نهی از جنگ با مغول‌ها و نومید کردن مردم و خلیفه

### قول مورخان:
جلال الدین سیوطی:
ابن علقمی به تاتارها نامه داد و آنها را به طمع فتح بغداد انداخت.
أبو شامة شهاب الدين بن عبد الرحمن بن إسماعيل:
تاتارها بغداد را با نقشه ای که وزیر خلیفه طرح ریزی کرده بود تصرف کردند.
قطب الدین یونینی:
ابن علقمی به تاتارها نامه نوشت و آنها طمع کردند و بنده خود را برای آنها فرستاد و ملک عراق را برای آنها تسهیل کرد و از آنها خواست که نماینده آنها در کشور باشد، پس به او قول دادند که آماده شدن برای مقاصد عراق را آغاز کردند و به بدرالدین لؤلؤ صاحب موصل نامه نوشت که هر چه از ابزار جنگی می خواهند نزد آنها بفرستد.

## مخالفان خیانت او
مورخانی دیگر مانند: ابن فوطی، ابن طقطقی، رشیدالدین فضل‌الله، ابن عبری، خواجه نصیرالدین طوسی و… برای ابن علقمی وزیر شیعه مذهب خلیفه المستعصم بالله نقشی در حمله هولاکو به خلافت عباسی قائل نیستند